# Destruction Derby Raw
Destruction Derby Raw is een videospel. Het spel is ontwikkeld door SCEE voor PAL, en Midway voor VS, en de uitgever is Studio 33. Het spel is in 2000 uitgebracht voor PlayStation.